# John Coxon
Pour l’article homonyme, voir Coxon.
John Coxon est un corsaire anglais et boucanier dans les Caraïbes du XVIIe siècle.

## Biographie
Il travailla de 1669 à 1674 dans le commerce du bois de teinture, commandant de petits navires faisant la navette entre la baie de Campêche et la Jamaïque, son port d'attache. Lié à Bartholomew Sharp il attaqua plusieurs fois les cités espagnoles du Pacifique.
En novembre 1675, il devint capitaine corsaire sous commission française du gouverneur de Saint-Domingue pour prendre sur les Néerlandais : son principal armateur était alors le colonel Byndloss, membre du conseil de la Jamaïque. En juin 1676, il pilla la petite cité côtière de Maracaibo, puis rallia la Jamaïque, d'où il dut aussitôt repartir car le gouverneur anglais Vaughan lui fit donner la chasse. 
Il passa alors à Saint-Domingue et fut cité comme ayant accompagné la flotte de Charles François d'Angennes, marquis de Maintenon, lors de son expédition au Venezuela. Il se sépare de lui en cours de route et pille, en juillet 1677, le port de Santa Marta avec quatre autres capitaines puis rentra avec ses associés à la Jamaïque se soumettre au gouverneur Vaughan, auquel il livra même l'évêque de Santa Marta, fait prisonnier pour obtenir une rançon. En dépit de l'aministie que lui accorda Vaughan, Coxon n'en revint pas moins à la flibuste.
Le 24 avril 1679, John Coxon se rend au Rendez-vous de l'île d'Or et traverse l'isthme de Panama avec l'aide d'une cinquante d'indiens Kunas 68 canots et 331 flibustiers, armés de mousquets français modernes pour aller en mer du Sud, sur la côte Pacifique, puis retourna aux Antilles par le Panama. Le chef de l'expédition est Richard Sawkins et ses quatre lieutenants sont Peter Harris, Edmund Cook, John Coxon et Bartholomew Sharp. La direction de l'expéridition est ensuite transférée à Coxon. William Dampier est dans le groupe et raconte tout dans ses livres.
En juin 1682, il fit sa soumission à Sir Thomas Lynch, le nouveau gouverneur de la Jamaïque qui lui donne une commission pour chasser les pirates, tant anglais que français, en particulier le français Jean Hamelin, qui troublaient alors le commerce maritime. Mais, dès novembre 1683, Coxon était redevenu un pirate lui-même. Avec son vieil associé Bartholomew Sharp, il s'attaqua à la navigation espagnole sur les côtes orientales du Yucatan et du Honduras, qu'il connaissait de longue date.